# Међународни рачуноводствени стандарди
Међународни рачуноводствени стандарди (у даљем тексту МРС) представљају рачуноводствене стандарде уведене да би се постигла транспарентност и једнообразност финансијских извештаја било ког економског субјекта без обзира на делатност којом се бави и земљу у којој послује. МРС имају сврху свестранијег, лакшег и бољег разумевања финансијских извештаја уз основни циљ да обезбеде податке и информације за упоредне анализе за несметано пословно комуницирање заинтересованих субјеката које резултује бржем протоку робе и капитала. МРС у ствари представљају, неку врсту хармонизације различитих рачуноводствених регулатива које се односе на припрему и приказивање финансијских извештаја који служе као основа за доношење економских одлука. Стандарди као појам су у примени скоро у свим областима технике, технологије, природним наукама и другим областима. Њих прописују надлежни стручни државни органи. Што се тиче МРС они су углавном у облику норми понашања и поступака у професионалном раду рачуновођа да би њихове информације о пословању неког економског субјекта биле квалитетне за потенцијалне заинтересоване кориснике тих информација. Рачуноводствени стандарди у себи укључују и норме професионалне етике Рачуновођа.
МРС у свом основном значењу подразумевају договорена правила о припремању, признавању, одмеравању или вредновању и презентацији ставки рачуноводствених исказа економског субјекта. Основни елементи финансијских извештаја економских субјеката су: Биланс стања, на крају пословне године, Биланс успеха за пословну годину на чијем се крају саставља биланс стања, Готовински ток за исти период за који се саставља Биланс успеха и Промене на капиталу.
Поред овог економски субјекти састављају Анекс – додатни рачуноводствени извештај као и Извештај о пословању. Такође обелодањују примењене рачуноводствене политике у горепоменутим финансијским извештајима. Основна сврха Биланса стања је да обезбеди податке о финансијској позицији економског субјекта, Биланс успеха даје информације о рентабилности или зарађивачкој способности, а информације о променама у финансијској позицији даје Биланс токова готовине. Делови финансијских извештаја су у суштини међусобно испреплетани и одражавају различите аспекте истих пословних трансакција и догађаја и сви заједно могу да пруже адекватну информацију о неком економском субјекту.
Да би припремио Финансијске извештаје рачуновођа мора да изврши признавање одређених категорија које чине саставни део неког финансијског извештаја, односно економских трансакција или догађаја који су груписани према својим економским карактеристикама. Ако је у питању Биланс стања јасно морају да се разграниче категорије које представљају имовину – Активу тог биланса (као што су: новчана средства, основна средства, потраживања од купаца, улози и други пласмани код других и сл.). Пасиву чине: капитал, резерве, обавезе према добављачима, обавезе према кредиторима и сл. Горепоменути елементи Биланса стања се директно односе на одмеравање финансијске позиције економског субјекта.
У Билансу успеха ради се о посебно разврстаним и исказаним приходима и расходима и облицима резултата по истим. На пример: пословни приходи, пословни расходи и резултат добитак или губитак из пословне активности, затим финансијски приходи и расходи и резултат финансирања и непословни и ванредни приходи и расходи и њихов резултат. Сви заједно дају коначни резултат економског субјекта. У Извештају о новчаним токовима такође се идентификују посебни токови наплате – прилива или исплате – одлива готовине који се односе директно на пословне активности, активности финансирања и инвестиционе активности економског субјекта.
Признавање елемената финансијских извештаја је процес уношења у Биланс стања или Биланс успеха неке позиције која задовољава дефиницију елемената и критеријума за признавање, а то су:
- Вероватноћа да ће се будуће економске користи у вези са том позицијом сливати или одливати из екомомског субјекта
- Да билансна позиција има цену коштања, набавну вредност или неку другу вредност која се може поуздано измерити (тржишна цена, берзанска цена и сл.)

Вероватноћа настанка будућих економских користи се процењује на основу чињеница које су расположиве у тренутку припремања финансијских извештаја. На пример, када је вероватно да ће бити наплаћено потраживање које припада предузећу, онда је, у недостатку супротних доказа, оправдано да се то потраживање призна као део имовине предузећа.
Међутим, за одређени део потраживања постоји вероватноћа да он уопште неће бити наплаћен, па се тај део, чија се вредност утврђује проценом свих релевантних околности, признаје као елеменат расхода. Вредновање или одмеравање идентификованих износа имовине и обавеза као и прихода и расхода ради реалног приказивања у финансијским извештајима је утврђивање од стране рачуновође да ли ће нека позиција бити укључена у Биланс успеха или пренета у наредни период односно унета у Биланс стања.
Постоје четири основе за вредновање неке позиције финансијских извештаја, а то су: историјски трошак (набавна вредност), текући трошак (репродукциона вредност), могућа тржишна вредност и садашња вредност.
Најчешће се примењује као основица историјски трошак комбинован са осталим основицама за вредновање који једино у инфлаторним условима није реалан па се уместо њега користи метод репродукционе вредности (вредност поновне набавке) - тзв. цена замене.

## Циљ примене Међународних рачуноводствених стандарда, кратак историјат и примена у нашој рачуноводственој пракси
Циљ рачуноводствених стандарда је остварен ако финансијски извештаји дају истиниту и објективну тзв. фер информацију о неком економском субјекту.
Примена рачуноводствених стандарда омогућава бољу, лакшу и поузданију информацију о финансијском положају неког економског субјекта као и приказ његове зарађивачке способности, за шта су заинтересовани потенцијални корисници финансијских информација као што су: акционари, менаџмент, запослени, инвеститори, банке кредитори и други. Пре него што се финансијски извештаји обелодане широј јавности они подлежу преиспитивању од стране независних овлашћених стручњака као што су ревизори. Њихово мишљење на финансијске извештаје рачуновође неког економског субјекта је меродавно у смислу тога да ли су ови финансијски извештаји истинити и објективни или нису.
Суштина је у томе да се добије поуздана потврда о доследној примени рачуноводствених стандарда у свим сегментима који су обухваћени финансијским извештајима. Финансијски извештаји приказују такође, колико је руководство добро управљало ресурсима које су му акционари поверили на управљање. Финансијски извештаји обухватају и опис примењених рачуноводствених политика које треба да су конзистентне да би подаци били упоредиви. За правилност и тачност презентирања финансијских извештаја примарна одговорност лежи на руководству предузећа.
За финансијско извештавање постоји концептуални оквир који треба да прате рачуноводствени стандарди као опште прихваћени теоријски принципи у области рачуноводства.
Концептуални оквир који је рачуноводствена професија развила у различитим земљама полази од тога да финансијски извештаји треба да буду корисни онима којима су намењени.
Рачуноводствено информисање на бази МРС добија свој потпуни утицај и значај отварањем привреда у целом свету и глобализацијом тржишта свих врста.
Самим тим државни монопол у овој области губи свој значај, а са њим и национални стандарди које оне прописују за примену на својој територији, а који могу да се разликују од прихваћених међународних рачуноводствених стандарда.
Основни предуслов за то је међусобно пословно информисање економских субјеката широм света без обзира на државно уређење, развијеност привреде и слично.
1973. године 16 професионалних рачуноводствених асоцијација је основало Комитет за међународне рачуноводствене стандарде IASC (International Accounting Standards Commitee), са седиштем у Лондону и то:
- Аустралија:
  - The Institute of Chartered Accountants
  - Australian Society of Accountants
- Канада
  - The Canadian Institute of Chartered Accountants
- Француска
  -     - Ordre des Experts Comptables et des Comptables Agrees
- Немачка
  - Institute der wirtschaftsprufer in Deutschland Wirtschaftspruferkammer
- Јапан
  - The Japanese Institute of Certified Public Accountants
- Мексико
  - Instituto Mexicano de Contadores Publicos, А.C.
- Холандија
  - Nederlands Institut van Register – accountants
- Уједињено Краљевство и Ирска
  - The Institute of Chartered Accountants in England and Wales
  - The Institute of Chartered Accountants of Scotland
  - The Institute of Chartered Accountants in Ireland
  - The Institute of Cost and Management Accountants
  - The Chartered Institute of Public Finance and Accountancy
- САД
  - American Institute of Certified Public Accountants

1975. године Комитет издаје Предговор Саопштењима Међународних Рачуноводствених стандарда. Од тада до данас ова саопштења стално трпе измене и усавршавања.
Током периода Комитет за Међународне рачуноводствене стандарде је приступио Међународној федерацији рачуновођа (The International Federation of Accountants - IFAC), која је основана 1977. године као независна и самостална организација.
Комитет за међународне рачуноводствене стандарде има консултативне групе које чине угледне међународне професионалне и пословне институције.
Сви они настоје да дође до максималног усаглашавања националних рачуноводствених стандарда са међународним рачуноводственим стандардима, а у даљој будућности вероватно ће доћи на глобалном плану и до примене овако уједначених стандарда као вид нормативног регулисања рачуноводства са циљем унапређења и лакшег приступа рачуноводственим информацијама које би биле разумљиве, поуздане, истините и објективне за све заинтересоване кориснике тих информација.
Данас Асоцијација носи назив Одбор за међународне рачуноводствене стандарде који броји 156 чланица, а међу њима је и наша земља од 1997. године.
Од 1981. године почиње снажан процес изградње професионалне регулативе када се доноси и Кодекс професионалне етике рачуновођа.
Изменама и допунама 1993. године, Кодекс професионалне етике је усаглашен са IFAC-овим кодексом.
Истовремено је отпочео рад на установљавању рачуноводствених и финансијских начела, усвојених и проглашених 1989. године, а потом се приступило и изради југословенских рачуноводствених стандарда.
Њихово доношење, усвајање и проглашавање је завршено 1991/92. године, када су и објављени, а 1993. године донет је југословенски рачуноводствени стандард 31 – Стручна оспособљеност за самостално вођење рачуноводства (у сарадњи са ACCA –Association of Chartered Certified Accountants, данас водећа међународно призната професионална организација). Југословенски рачуноводствени стандарди – укупно 33 су углавном били усклађени са МРС, али су имали и југословенске специфичности.
Значајне разлике су постојале у односу на МРС а односе се на третман корекција за ефекте хиперинфлације и ванредних позиција, као и друге мање значајне разлике, посебно у вези са обрачуном амортизације основних средстава и нематеријалних улагања.
Савез рачуновођа и ревизора Србије, као професионална организација је настојао да се област рачуноводства професионализује и законски регулише по узору на развијене земље света што у крајњем доприноси да финансијски извештаји добију нови квалитет и транспарентност тј. постану разумљиви за широк круг корисника тих информација.
Извршен је превод постојећих МРС. У циљу едукације рачуновођа и целе те струке организовани су бројни семинари, симпозијуми, саветовања и сл.
Савезна скупштина је усвојила Закон о ревизији и рачуноводству на седници Већа грађана 26. децембра 2002. године и на седници Већа република 17. децембра 2002. године. Овим законом уређују се услови и начин вођења пословних књига, састављање, презентација, достављање и обелодањивање финансијских извештаја, као и услови и начин вршења ревизије финансијских извештаја.
Одредбе овог закона односе се на предузећа, задруге, банке и друге финансијске организације, организације за осигурање, берзе и берзанске посреднике и друга правна лица, затим физичка лица која самостално обављају привредну делатност ради стицања добитка – предузетници који утврђују добит у складу са законом којим се утврђује порез на приход од самосталне делатности, осим предузетника који порез плаћају у паушалном износу.
Одредбе овог закона односе се и на предузећа и друге облике организовања које је правно лице основало у иностранству, ако прописима државе у којој су основани није утврђена обавеза вођења пословних књига, састављања и ревизије финансијских извештаја.
Одредбе овог закона не односе се на буџете и кориснике буџетских средстава осим ако посебним прописима није другачије одређено. Правна лица и предузетници дужни су да вођење пословних књига, састављање, презентацију, достављање и обелодањивање финансијских извештаја врше у складу са законом, професионалном и интерном регулативом. Под законском регулативом подразумевају се овај закон и подзаконски прописи који се односе на извршавање овог закона.
Под професионалном регулативом подразумевају се Кодекс етике за професионалне рачуновође, Међународни рачуноводствени стандарди (МРС), Међународни стандарди ревизије (МСР), национални стандарди који уређује услове за оспособљавање рачуновођа и ревизора и стицање стручних звања, национални стандард за рачуноводствени софтвер и други национални стандарди донесени у складу са саопштењима ауторитативних тела Међународне федерације рачуновођа (IFAC).
Под интерном регулативом подразумевају се интерни општи акти који садрже посебна начела, упутства и смернице за вођење пословних књига, састављање, презентацију, усвајање, достављање и обелодањивање финансијских извештаја, које доноси правно лице и предузетник, у складу са законском и професионалном регулативом.
Члан 19 овог закона предвиђа да су правна лица и предузетници дужни да вођење пословних књига, састављање и презентацију финансијских извештаја врше у складу са рачуноводственим начелима дефинисаним у оквиру МРС. За признавање, процењивање и презентацију позиција финансијских извештаја примењују се МРС.
Превод, објављивање и усклађивање МРС и МСР у складу са препорукама Међународне федерације рачуновођа (IFAC), Одбора за Међународне рачуноводствене стандарде (IASB) и Комитета за међународну праксу ревизије (IAPC), врше правна лица која од одговарајућег органа Међународне федерације рачуновођа (IFAC) добију право за превод и објављивање.
Преводи текстова МРС су озваничени од стране Министра финансија и економије 30. децембра 2003. године.

## Списак међународних рачуноводствених стандарда
- МРС 1 - Приказивање финансијских извештаја
- МРС 2 - Залихе
- МРС 7 - Извештај о токовима готовине
- МРС 8 - Нето добитак или губитак периода, фундаменталне грешке и промене рачуноводствених политика
- МРС 11 - Уговор о изградњи
- МРС 12 - Порези из добитка
- МРС 14 - Извештавање по сегментима
- МРС 16 - Некретнине, постројења и опрема
- МРС 17 - Лизинг
- МРС 18 - Приходи
- МРС 19 - Накнаде запосленима
- МРС 20 - Рачуноводствено обухватање државних додељивања и обелодањивање државне помоћи
- МРС 21 - Учинци промена курсева размене страних валута
- МРС 22 - Пословне комбинације
- МРС 23 - Трошкови позајмљивања
- МРС 24 - Обелодањивање односа са повезаним лицима
- МРС 26 - Рачуноводствено обухватање и извештавање о плановима коришћења пензија
- МРС 27 - Консолидовани финансијски извештаји и рачуноводствено обухватање улагања у зависна предузећа
- МРС 28 - Рачуноводствено обухватање улагања у придружена предузећа
- МРС 29 - Финансијско извештавање у хиперинфлаторним привредама
- МРС 30 - Обелодањивање у финансијским извештајима банака и сличних финансијских институција
- МРС 31 - Финансијско извештавање о интересима у заједничким подухватима
- МРС 32 - Финансијски инструменти обелодањивања и приказивање
- МРС 33 - Зараде по акцији
- МРС 34 - Периодично финансијско извештавање
- МРС 35 - Пословања која престају
- МРС 36 - Обезвређење средстава
- МРС 37 - Резервисања, потенцијалне обавезе и потенцијална средства
- МРС 38 - Нематеријална улагања
- МРС 39 - Финансијски инструменти: Признавање и мерење
- МРС 40 - Инвестициона некретнина
- МРС 41 - Пољопривреда